# Georg-Henning von Bassewitz-Behr
Georg-Henning Graf von Bassewitz-Behr (Lützow, 21 maart 1900 - Magadan, 31 januari 1949) was een Duitse officier en SS-Gruppenführer (generaal-majoor) en Generalleutnant in de politie en de Waffen-SS tijdens de Tweede Wereldoorlog. Hij was de hoogste SS- en politieleider in Dnepropetrovsk, Mogilev en Hamburg.

## Leven
Op 21 maart 1900 werd Georg-Henning von Bassewitz-Behr geboren in Lützow wat toen in het Groothertogdom Mecklenburg-Schwerin lag. Hij stamde uit een Mecklenburgs adelgeslacht Bassewitz. Georg-Henning was de enige zoon van de voormalige Rittmeister a.D. en landeigenaar Adolf Carl Otto Graf Bassewitz-Behr (1849-1915) en zijn echtgenote Dorothea Helene Luise Wanda Ebba (geboortenaam Krell) (1873-1960). Zijn vader was twee keer eerder getrouwd geweest, waardoor Georg-Henning drie halfzusters had. 
De landeigenaar, afkomstig uit de adellijke familie Bassewitz in Mecklenburg, groeide op met vier jongere zussen op een boerderij in Lützow in Mecklenburg.
Van 1906 tot 1914 kreeg von Bassewitz-Behr privaatonderwijs. Hierna ging hij naar het gymnasium in Bad Doberan en behaalde daar zijn Abitur.

### Eerste Wereldoorlog
Op 1 april 1918 trad von Bassewitz-Behr als Kriegsfreiwilliger (oorlogsvrijwilliger) en Fahnenjunker (aspirant-officier) in dienst van het Pruisische leger. Hij werd geplaatst in het Kürassier-Regiment „Königin“ (Pommersches) Nr. 2 maar werd niet aan het front inzet. In december 1918 werd hij ontslagen uit de actieve dienst.

### Interbellum
In januari 1919 kreeg hij voor twee jaar praktijkopleiding in landbouw van zijn oom Ernst Henning Arthur Ludwig Graf von Bassewitz op het landgoed "Gut Schwiessel" bij Güstrow en Mecklenburg. Een andere bron vermeldt dat von Bassewitz-Behr landbouwkunde aan de universiteit van Rostock ging studeren van januari 1919 tot december 1920.
Kort voor de grote economische crisis van 1928, omvatte zijn fideï-commis Schwiessel met 842 hectare en Walkendorf met Dorotheenwald met precies 1488 hectare. Zijn woonplaats was de 1081 hectare grote Allodgut Lützow, eveneens met de status van familiestichting, en eigendom van de gehele gemeenschap van erfgenamen van de vader.
Op 15 september 1920 trouwde von Bassewitz-Behr met Ilse Margarete Amelie Bernhardine Gräfin von Pfeil u. von Klein-Ellguth. Het echtpaar kreeg vijf kinderen: twee zonen en drie dochters. Na zijn trouwerij was hij voor een jaar lid van de Stahlhelm. Vanwege onvrede met de omstandigheden in Duitsland emigreerde von Bassewitz-Behr naar Duits-Zuidwest-Afrika om daar als boer een nieuw bestaan op te bouwen. In december 1930 keerde hij terug naar Duitsland en werd aanhanger van het nationaalsocialistische denkgoed. Hij werd op 1 februari 1931 lid van de Nationaalsocialistische Duitse Arbeiderspartij (NSDAP). In april 1931 werd von Bassewitz-Behr ook lid van de Nationalsozialistisches Kraftfahrkorps (NSKK), en op 20 december 1931 van de Schutzstaffel (SS). Na een cursus van 17 dagen, werd hij als commandant van II.Sturmbann in de Motorstaffel van de 22.SS-Standarte, gestationeerd in Schwerin, geplaatst. Tijdens zijn diensttijd bij de II.Sturmbann werd hij op 6 april 1932 bevorderd tot SS-Scharführer (sergeant). Op 25 november 1933 werd von Bassewitz-Behr met de waarneming van de functie van Motorstaffelführer in het 22.SS-Standarte belast. Tegelijk werd hij bevorderd tot SS-Sturmführer (tweede luitenant), en een maand later bevorderd tot SS-Obersturmführer (eerste luitenant). Hierna werd hij overgeplaatst, en met het leiderschap belast van de 15.SS-Motorstandarte. Gezien zijn achtergrond in landbouw, werd hij benoemd tot Ortsbauernführer (vrije vertaling: lokale boerenleider) voor de NSDAP in Schwiessel/Mecklenburg. Hierna volgde zijn plaatsing in de SS-Oberabschnitt Nord om als Oberabschnitt-Staffelführer met de waarneming van de functie belast te worden. Daaropvolgend werd hij overgeplaatst naar de SS-Oberabschnitt Nordwest om in dezelfde functie daar te dienen. Op 1 april 1935 volgde zijn benoeming tot commandant van de 4.SS-Motorstandarte in Hamburg. 
Van 8 juni 1936 tot 20 juli 1937 nam von Bassewitz-Behr verlof op om de auto-industrie in Verenigde Staten te observeren.
Na zijn terugkomst trainde hij als Offiziersanwärter (kandidaat officier) met de Panzer-Abwehr-Abteilung 20 van de 20e Infanteriedivisie, gestationeerd in Schwerin. Op 1 augustus 1936 werd von Bassewitz-Behr benoemd tot leider van de 1e hoofdafdeling (gemotoriseerd) in het SS-Führungshauptamt. Deze functie vervulde hij tot 25 april 1941, waarna hij weer trainde met de Panzer-Abwehr-Abteilung 20. In 1937 trainde von Bassewitz-Behr nogmaals met de Panzer-Abwehr-Abteilung 20.

### Tweede Wereldoorlog
Op 8 mei 1940 deed hij als militaire reserve dienst als commandant van de Panzerjäger-Abteilung in de 6.SS-Totenkopfverbände. Hierna werd von Bassewitz-Behr op 1 juli 1940 toegelaten in de actieve Waffen-SS dienst. In oktober 1940 volgde zijn benoeming tot chef van de 7e afdeling in het 2e ambt (wapeninspectie) in het SS-Führungshauptamt, met de titel van "inspecteur van het motorvoertuigenwezen van de Waffen-SS". Op 1 maart 1941 werd von Bassewitz-Behr voor vijf jaar benoemd als Reichswirthschaftsrichter (vrije vertaling: Rijks Economisch rechter). Hierop volgend werd hij benoemd tot leider van de gemotoriseerde SS-afdeling in de Kommandostab Reichsführer-SS. Tegelijk werd hij toegevoegd aan de staf van de SS-Führungshauptamt. Vanaf 1 augustus 1941 werd von Bassewitz-Behr toegevoegd aan de staf van de Höherer SS- und Polizeiführer (HSSPF) "Ostland" de SS-Gruppenführer Hans-Adolf Prützmann. Vanwege zijn achtergrond in landbouw, werd hij als Landwirthschaftlichter Referent (vrije vertaling: agrarisch adviseur) in de staf van de HSSPF "Ostland" in Riga ingezet. Hij volgt Prützmann naar Kiev als die wisselt van functie met Friedrich Jeckeln. Van 3 november 1941 tot 17 november 1941 volgt von Bassewitz-Behr een instructiecursus in het Hauptamt Ordnungspolizei. Op 9 november 1941 werd hij benoemd tot SS und Polizei-Standortführer in het Generalbezirk Dnjepropetrowsk (Oekraïne). Hij werd opgevolgd door Hermann Harm. Gedurende deze tijd was hij verantwoordelijk voor de moord op meer dan 45.000 burgers, partizanen en Joden. Hierna werd hij voor instructie samen met Jürgen Stroop, Carl Friedrich von Pückler-Burghauss en Hans Haltermann naar de Sicherheitspolizei gestuurd. Op 1 januari 1942 werd von Bassewitz-Behr bevorderd tot SS-Brigadeführer (brigadegeneraal) en Generalmajor der Polizei. In mei 1942 kreeg hij twee maanden verlof. Na zijn verlof werd von Bassewitz-Behr benoemd tot SS- und Polizeiführer in het Generalbezirk Mogilew (Mahiljow). Hij werd daar opgevolgd door Franz Kutschera. Vanaf 22 november 1942 was von Bassewitz-Behr plaatsvervangend HSSPF Russland-Mitte, en Bevollmächtigten für Bandenbekämpfung (vrije vertaling: gevolmachtigd voor de bestrijding van bendes). Hij nam waar wanneer Erich von dem Bach niet aanwezig was.
Van 12 februari 1943 tot mei 1945 was von Bassewitz-Behr HSSPF Nordsee (Noordzee) in Hamburg. Hij was geplaatst bij de Rijksstadhouder en Eerste president in Hamburg wat in het Wehrkreis X was. Hij volgde hiermee Rudolf Querner op. Maar gezien zijn rang van een Generalmajor der Polizei, werd hij in eerste instantie met het leiderschap van de functie belast. Vanaf 20 april 1943 werd hij als volledig HSSPF Nordsee ingezet. Op 16 februari 1943 werd von Bassewitz-Behr benoemd tot chef van het 3e ambt (politie) in het staatsbestuur in Hamburg. Tegelijk met zijn benoeming van HSSPF Nordsee werd hij leider van het SS-Oberabschnitt Nordsee. Na operatie Gomorrha werd von Bassewitz-Behr verantwoordelijk gemaakt voor het herstellen van de schade door de eenheden van de Technische Nothilfe, Allgemeine-SS, Waffen-SS en de Sicherheitspolizei. Op 13 augustus 1943 werd hij door de gouwleider Karl Kaufmann benoemd tot Generalkommissar für das Sicherheitswesen. Op bevel van de Reichsführer-SS werd hij voor een kuur naar het SS-sanatorium Höhenvilla in Karlsbad gestuurd, dit vanwege een chronische maagaandoening na het sneuvelen van zijn beide zoons aan het Oostfront. Op 1 oktober 1944 werd von Bassewitz-Behr benoemd tot Höherer Kommandeur der Kriegsgefangenen (vrije vertaling: hoge commandant van de krijgsgevangenen) in Wehrkreis X. Von Bassewitz-Behr was verantwoordelijk voor de onderdrukking van buitenlandse dwangarbeiders.
Aan het einde van de oorlog was hij hoofdverantwoordelijk voor de "evacuatie" van het concentratiekamp Neuengamme en zijn nevenkampen. In april 1945 werd in opdracht of met toestemming von Bassewitz-Behr 71 gevangenen uit het politiegevangenis Fuhlsbüttel die geëxecuteerd zouden worden, in het concentratiekamp Neuengamme vermoord.
Tijdens deze periode werd hij toegevoegd aan de staf van de Oberbefehlshaber Nordwest als de General der Wehrmachtordnungstruppen (vrije vertaling: Generaal van de Wehrmachtsordetroepen). Aan het einde van de oorlog was von Bassewitz-Behr bezig met het opzetten van een sectie Weerwolven in Weser-Ems, onder de leiding van het hoofd van de Weerwolven Hans-Adolf Prützmann.

## Na de oorlog
In mei 1945 werd von Bassewitz-Behr twee keren door de Britse autoriteiten in Schleswig-Holstein gearresteerd, en weer vrijgelaten. Hierna leefde en werkte hij onder een valse naam als landarbeider op het eiland Fehmarn. Op 19 september 1945 werd hij door het Amerikaans leger in Bremen gearresteerd. Overgedragen aan de Britten werd hij geïnterneerd in het interneringskamp Neumünster-Gadeland. Op 9 april 1946 was von Bassewitz-Behr getuige in het proces tegen de staf van het concentratiekamp Neuengamme. Hij werd zelf veroordeeld door de Britse militaire rechtbank in Hamburg in de processen van het Curiohaus en Bullenhuser Damm, maar werd vrijgesproken van oorlogsmisdrijven. Op 16 september 1947 werd hij overgedragen aan de Russische autoriteiten in Berlijn. Daar werd hij door een Russische rechtbank beschuldigd van verantwoordelijkheid voor de dood van 45.000 mensen in 1942 in het gebied rond Dnjepropetrowsk. Von Bassewitz-Behr werd veroordeeld tot 25 jaar dwangarbeid, maar stierf twee jaar later in een werkkamp in Oost-Siberië.

## Carrière
Von Bassewitz-Behr bekleedde verschillende rangen in zowel de Allgemeine-SS als Waffen-SS. De volgende tabel laat zien dat de bevorderingen niet synchroon liepen.
| Datum                                                 | Deutsches Heer     | Allgemeine-SS          | Heer                      | Politie                     | Waffen-SS                                 |
| ----------------------------------------------------- | ------------------ | ---------------------- | ------------------------- | --------------------------- | ----------------------------------------- |
| 1 april 1918                                          | Kriegsfreiwilliger | —                      | —                         | —                           | —                                         |
| 1 april 1918                                          | Fahnenjunker       | —                      | —                         | —                           |                                           |
| 20 december 1931                                      | —                  | SS-Anwärter            | —                         | —                           | —                                         |
| 1932                                                  | —                  | SS-Man                 | —                         | —                           | —                                         |
| 6 april 1932                                          | —                  | SS-Scharführer         | —                         | —                           | —                                         |
| 9 maart 1933                                          | —                  | SS-Truppführer         | —                         | —                           | —                                         |
| 12 september 1933 (met ingang vanaf 2 september 1933) | —                  | SS-Obertruppführer     | —                         | —                           | —                                         |
| 25 november 1933 (met ingang vanaf 9 november 1933)   | —                  | SS-Sturmführer         | —                         | —                           | —                                         |
| 4 december 1933 (met ingang vanaf 25 november 1933)   | —                  | SS-Obersturmführer     | —                         | —                           | —                                         |
| 30 mei 1934 (met ingang vanaf 29 mei 1934)            | —                  | SS-Hauptsturmführer    | —                         | —                           | —                                         |
| 22 juni 1934 (met ingang vanaf 17 juni 1934)          | —                  | SS-Sturmbannführer     | —                         | —                           | —                                         |
| 25 april 1935 (met ingang vanaf 20 april 1935)        | —                  | SS-Obersturmbannführer | —                         | —                           | —                                         |
| 1 april 1936                                          | —                  | —                      | Unteroffizier der Reserve | —                           | —                                         |
| 22 april 1936 (met ingang vanaf 20 april 1936)        | —                  | SS-Standartenführer    | —                         | —                           | —                                         |
| 29 augustus 1937                                      | —                  | —                      | Feldwebel der Reserve     | —                           | —                                         |
| 11 september 1938                                     | —                  | SS-Oberführer          | —                         | —                           | —                                         |
| 8 mei 1940                                            | —                  | —                      | —                         | —                           | SS-Hauptsturmführer der Reserve (W-SS)    |
| 1 juli 1940 (met RDA vanaf 1 juni 1940)               | —                  | —                      | —                         | —                           | SS-Obersturmbannführer der Reserve (W-SS) |
| 1 januari 1942                                        | —                  | SS-Brigadeführer       | —                         | Generalmajor der Polizei    | —                                         |
| 20 april 1943                                         | —                  | SS-Gruppenführer       | —                         | Generalleutnant der Polizei | —                                         |
| 1 juli 1944                                           | —                  | —                      | —                         | —                           | Generalleutnant der Waffen-SS             |

- Opmerking: de Dienstaltersliste der Schutzstaffel der NSDAP. Stand vom 9. November 1944 geeft aan dat von Bassewitz-Behr op 20 april 1943 ook tegelijk bevorderd werd tot Generalleutnant der Waffen-SS, en niet op 1 juli 1944.

## Lidmaatschapsnummers
- NSDAP-nr.: 458 315[32] (lid geworden 1 februari 1931[6][29])
- SS-nr.: 35 466[32] (lid geworden 20 december 1931[6][29])

## Onderscheidingen
Selectie:
- IJzeren Kruis 1939, 1e Klasse (4 augustus 1943[6][30][19][20]) en 2e Klasse[30] (1943[6][19][20])
- Kruis voor Oorlogsverdienste, 1e Klasse (1942[6][30][19][20]) en 2e Klasse (20 april 1941[6][30][19][20]) met Zwaarden
- Ereteken voor Duitse Volkshulp, 3e Klasse[6][30][19][20]
- Ehrendegen des Reichsführers-SS[32][9][20] op 1 december 1937[19]
- SS-Ehrenring[32][9][20] op 1 december 1937[2]

## Afkortingen
- mit der Wahrnehmung der Geschäfte beauftragt (m.d.W.d.G.b.) - (vrije vertaling: met de waarneming van de functie belast)
- mit der Führung beauftragt (m. d. F. b.) - (vrije vertaling: met het leiderschap belast)
- Stellv = plaatsvervangend ...
- Stab = staf